# 吉祥寺ルーザーズ
『吉祥寺ルーザーズ』（きちじょうじルーザーズ）は、2022年4月11日から6月27日までテレビ東京系列の「ドラマプレミア23」枠で放送されたテレビドラマ。主演は増田貴久（NEWS）。
吉祥寺にある謎めいたシェアハウスに引っ越して来た「人生の負け組」の6人が織りなすシチュエーション・コメディドラマ。

## あらすじ
全国的な人気を誇る街「吉祥寺」のシェアハウスに、安彦聡たち、性別も年齢も職業も様々な6人が家賃の安さに惹かれて集まる。奇妙な募集方法や開かずの間があるシェアハウスを舞台に、それぞれに何かしらそれまでの人生で負け組（ルーザー）だった6人が、互いに個性やトラウマをぶつけ合いながら奇妙な共同生活を作り上げていく。

## キャスト

### 主要人物
安彦聡（あびこ さとし）〈32〉
演 - 増田貴久（NEWS）
主人公。非常勤の高校教師。ある出来事がきっかけで意欲を失う。部屋「洋なし」。
大庭桜（おおば さくら）〈35〉
演 - 田中みな実
元女性ファッション誌の編集長。夫と離婚調停中。部屋「さくらんぼ」。
秦幡多（はた まんた）〈40〉
演 - 片桐仁
実演販売員。自称芸人だが全く売れていない。部屋「バナナ」。
望月舞（もちづき まい）〈23〉
演 - 田島芽瑠
コンカフェ「ナースコール」で働いている。
博多でキャバ嬢をしていた。部屋「りんご」。
胡桃沢翠（くるみざわ みどり）〈50〉
演 - 濱田マリ
市役所職員。ギャンブルに溺れて借金まみれ。部屋「メロン」。
池上隆二（いけがみ りゅうじ）〈65〉
演 - 國村隼
元広告代理店勤務のエリート。リストラされて天涯孤独。部屋「オレンジ」。
間宮リコ（まみや リコ）
演 - 岩本蓮加（乃木坂46）
聡の過去を知る謎の女子高生。

### ゲスト

#### 第1話
犬居貫太郎
演 - 皆川猿時（最終話）
自称「オーナー代理」。シェアハウスのトイレから突然現れる。
実は池上の娘・琴音の夫。池上に琴音が所有している家をシェアハウスにして住むよう勧める。
軼菁飯店店員
演 - 中村真知子
聡から預かった傘にSATOSHIと名前を入れてるのを見て引く。

#### 第2話
宅配業者
演 - 野田クリスタル（マヂカルラブリー）
オーナーからの荷物を届けに来る。

#### 第3話
鍵の業者
演 - 宮崎吐夢（第4話）
舞を心配した聡と桜が部屋の鍵を開けてもらうよう依頼した業者。
黒鉄真二
演 - 坪倉由幸（我が家）（第4話、第7話）
「クローム調査会社」の社員。
舞が投資詐欺に巻き込まれていることを知らせに来る。
リコの友人
演 - 朝比奈エマ（821）（第4話、最終話）、植村友結（第4話、最終話）

#### 第4話
トーコ
演 - 喜多乃愛（第7話）
コンカフェ「ナースコール」のナース。聡、幡多、池上が舞のことを聞き出しに来る。

#### 第6話
町田弘
演 - 坂本昌行（最終話）
翠がマッチングアプリで知り合った男性の仕事仲間のダンディーな編集者。実は桜の夫。
大後リョータ
演 - 武内駿輔
「大後リョータのMORNING WITH VIGOR」という冠番組を持つDJ。

#### 第7話
伊東正
演 - 岡宏明
自称「博多の売れっ子ホスト、海斗」で舞の彼氏を名乗る男。
舞を騙して投資詐欺の犯罪に巻き込んでいた。
みゆう
演 - つんこ
コンカフェ「ナースコール」のパンクナース。
舞の常連客
市井
演 - 原金太郎
博多のキャバクラでの舞の常連客。
投資詐欺の被害者だが、舞の応援のために3人でやって来た。
苦田
演 - 魚谷としお
三戸
演 - 小玉雄大

#### 第8話
秦弥生
演 - 藤井美菜
幡多の妹。結婚報告のためにシェアハウスを訪れる。
ミュージシャン
演 - Awesome City Club
路上ライブをしているミュージシャン。

#### 第9話
山田
演 - 小久保寿人 
シェアハウスにテレビ取材のため訪れるディレクター。

#### 第10話
安彦梢
演 - 筒井真理子
聡の母。小学校の校長。聡が「存在自体がモンスター」と恐れている。

#### 最終話
教師
演 - 新田健太
聡の高校教師時代の同僚。階段から落下したリコを見て駆け寄る。

## スタッフ
- 原作・企画 - 秋元康
- 脚本 - 池田テツヒロ、長花枝薪、区役所太郎、今井隆文、福田晶平
- 監督 - 佐藤祐市（共同テレビ）、松木創（共同テレビ）、小林義則（共同テレビ）
- 音楽 - 信澤宣明
- オープニングテーマ -  NEWS「LOSER」（Johnny's Entertainment Record）[4]
- エンディングテーマ -  Awesome City Club「ランブル」（cutting edge）[13]
- 撮影協力 - 武蔵野市、武蔵野市フィルムコミッション
- 技術協力 - バスク
- 美術協力 - フジアール
- チーフプロデューサー - 阿部真士（テレビ東京）
- プロデューサー - 稲田秀樹（テレビ東京）、橋本芙美（共同テレビ）、村木美砂（共同テレビ）
- 制作 - テレビ東京、共同テレビ
- 製作著作 - 「吉祥寺ルーザーズ」製作委員会

## 放送日程
| 話数   | 放送日  | サブタイトル                 | ラテ欄                                                     | 脚本                | 監督     |
| ------ | ------- | ---------------------------- | ---------------------------------------------------------- | ------------------- | -------- |
| 第1話  | 4月11日 | 僕たちはフレンズじゃない     | 人生負け組男女6人 怪しいシェアハウスでトキメキ共同生活!    | 池田テツヒロ        | 佐藤祐市 |
| 第2話  | 4月18日 | 秘密だらけの花園             | 朝のトイレ争奪戦! ルールを守れ! 破れば6人の秘密が暴露!?    | 池田テツヒロ        | 佐藤祐市 |
| 第3話  | 4月25日 | 容疑者Iの困惑                | 殺人犯が家にいる!? 負け組サスペンス劇場 失踪女子の謎を追え | 池田テツヒロ        | 松木創   |
| 第4話  | 5月02日 | 同・窓・会                   | 悲劇を招く同窓会!? 失踪女子のウソ暴け! 晩餐会は涙のモツ鍋  | 池田テツヒロ        | 松木創   |
| 第5話  | 5月09日 | 女子高生は二度ベルを鳴らす?  | 謎の女子高生、現る 聡に絶対会わせるな!? 涙のスパイ大作戦!  | 池田テツヒロ        | 佐藤祐市 |
| 第6話  | 5月16日 | 吉祥寺ラブストーリー         | 50女子トキメキ婚活 運命の人は桜の旦那!? 友情か愛か         | 長花枝薪 区役所太郎 | 佐藤祐市 |
| 第7話  | 5月23日 | スタンド・バイ・ミー・ばい!  | 詐欺男VS好都合な女 裏切り者に天罰ビンタ 愛と涙の賭け勝負   | 池田テツヒロ        | 松木創   |
| 第8話  | 5月30日 | 男は言えないよ               | 妹が金持ちと結婚! ダメ芸人の兄が邪魔!? 20年秘密を世界配信  | 今井隆文 福田晶平   | 松木創   |
| 第9話  | 6月06日 | ニセモノの子                 | 元カレ登場で復縁!? ドロドロ三角関係か…密着取材は恋バトル   | 福田晶平            | 小林義則 |
| 第10話 | 6月13日 | マイ・インデペンデンス・デイ | 勝ち組ハウスに変身 巨大ママVS教え子VS僕 最終章2大怪獣決戦  | 池田テツヒロ        | 小林義則 |
| 第11話 | 6月20日 | 素晴らしいのかな? 人生       | 開かずの間を開く! ドロ沼“愛の劇場”!? 謎オーナーの正体は    | 池田テツヒロ        | 佐藤祐市 |
| 最終話 | 6月27日 | 俺たちに嘘はない             | 前代未聞ひどい結末 最後の晩餐で謎の味変 池上ぃ…笑          | 池田テツヒロ        | 佐藤祐市 |

## 放送局
| 放送期間                | 放送時間           | 放送局         | 対象地域       | 備考   |
| ----------------------- | ------------------ | -------------- | -------------- | ------ |
| 2022年4月11日 - 6月27日 | 月曜 23:06 - 23:55 | テレビ東京     | 関東広域圏     | 製作局 |
|                         |                    | テレビ大阪     | 大阪府         |        |
|                         |                    | テレビ愛知     | 愛知県         |        |
|                         |                    | テレビせとうち | 岡山県・香川県 |        |
|                         |                    | テレビ北海道   | 北海道         |        |
|                         |                    | TVQ九州放送    | 福岡県         |        |
|                         |                    | びわ湖放送     | 滋賀県         |        |
|                         |                    | 奈良テレビ     | 奈良県         |        |
|                         |                    | テレビ和歌山   | 和歌山県       |        |
|                         |                    | 岐阜放送       | 岐阜県         |        |